# Havaí
O Havaí (português brasileiro) ou Havai (português europeu) (em inglês: Hawaii; em havaiano: Hawai'i ou Havai'i) é um dos 50 estados dos Estados Unidos. Localiza-se em um arquipélago no meio do Oceano Pacífico, podendo ser considerado o estado norte-americano mais isolado em relação ao resto do país. Sua capital e maior cidade, Honolulu, localiza-se a mais de 3 100 km de qualquer outro estado norte-americano. É considerado parte dos Estados do Pacífico. Sua economia está baseada primariamente no turismo. Barack Obama foi o único presidente dos Estados Unidos nascido no estado do Havaí.
O arquipélago que forma o Havaí é conhecido historicamente pelo nome de 'Ilhas Sanduíche' ("Sandwich Islands"). O arquipélago havaiano era povoado por polinésios, sendo que a região era governada por vários chefes polinésios locais, até 1810, quando Kamehameha I centralizou o governo do arquipélago, e instituiu uma monarquia. O Havaí é o único Estado dos Estados Unidos cujos nativos utilizaram-se da monarquia como forma de governo. Em 1894, o arquipélago tornou-se uma república, e quatro anos depois, em 1898, foi invadido militarmente e anexado pelos Estados Unidos, tornando-se um território estadunidense em 1900. Desde então, grande número de pessoas com ascendentes europeus, vindos de outras partes do país, bem como imigrantes asiáticos, instalaram-se no Havaí, dando à população local um aspecto altamente multicultural.
A base naval norte-americana de Pearl Harbor foi atacada por aeronaves da Marinha Imperial Japonesa, em 7 de dezembro de 1941. O ataque fez com que os Estados Unidos entrassem oficialmente na Segunda Guerra Mundial. Mais de 2 400 pessoas morreram no ataque. Em 21 de agosto de 1959, o Havaí tornou-se o 50.º e último Estado a entrar à União.

## História

### Primeiros habitantes
Nativos polinésios viviam no arquipélago havaiano muito tempo antes da chegada dos primeiros europeus. Os atuais nativos havaianos são descendentes de polinésios que chegaram à região há alguns milhares de anos, vindos de outros arquipélagos do sul. Segundo registros, tais arquipélagos eram chamados de Hiva.
Um outro grupo polinésio, vindo do Taiti, desembarcou no arquipélago havaiano cerca 700 d.C. Este grupo trouxe uma cultura diferente, tambores, plantas, uma outra religião e outros chefes.
Antes da chegada dos primeiros europeus, em 1778, os nativos do Havai viviam numa sociedade altamente organizada e autossuficiente, baseada no arrendamento de terras comunais, possuindo um sofisticado idioma, cultura e religião.

### Colonização europeia
Um dos primeiros exploradores europeus a desembarcar em terras havaianas foi o explorador britânico James Cook, em 18 de janeiro de 1778. De acordo com a página do Governo Regional dos Açores, já no século XVI as ilhas do Havaí foram avistadas por um navegador português ao serviço de Castela.[carece de fontes?]
Está documentada uma viagem no Pacífico por Juan Gaetan em 1542, que baptizou as Ilhas de Mesa, tendo La Pérouse identificado essas ilhas ao Havai.
O descobrimento por Juan Gaetan também foi reconhecido pelo geógrafo português J. Casado Giraldes em 1825:
«SANDWICH — (ilhas e arquipélago de), compõem-se de 11 ilhas no oceano Pacífico, que foram descobertas em 1542, por Gaetan, espanhol, e terão 40 000 almas. O clima é assaz temperado, o terreno é fértil e fazem algum comércio.»
E antes disso, a viagem de Juan Gaetan (e Bernard della Torre) é descrita num capítulo do volume 16 da grande compilação de Pieter de Hondt "História Geral das Viagens", publicado em 1758, vinte anos antes da viagem de Cook.

### Até 1900

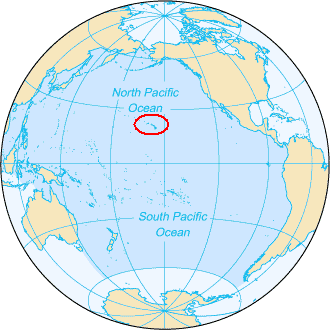
Localização do Havaí no Oceano Pacifico

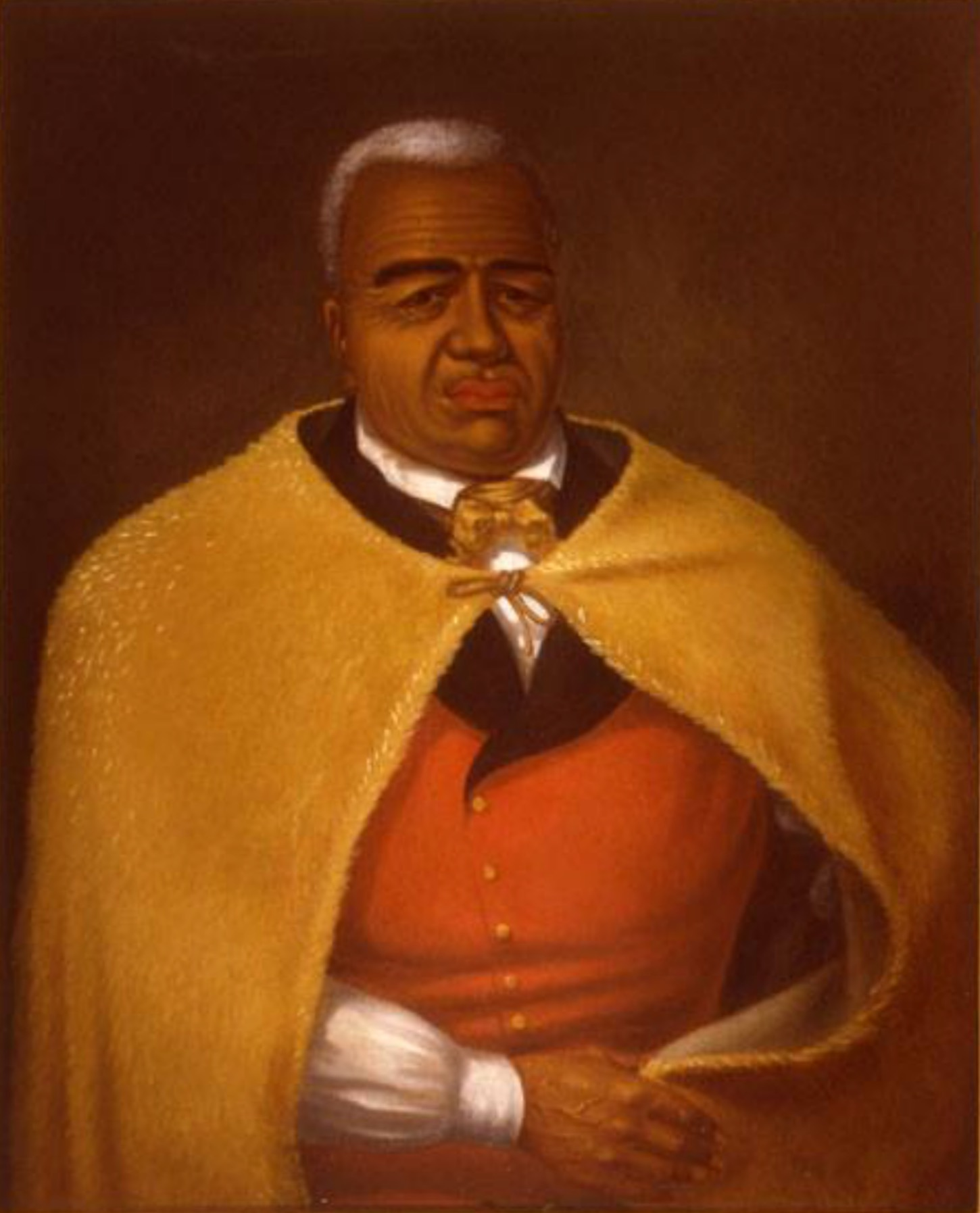
Kamehameha, o unificador das ilhas havaianas que formou o Reino do Havaí.

Não obstante, Cook é que é creditado com a descoberta do arquipélago por ter sido o primeiro a registrar oficialmente a descoberta, bem como o primeiro a fornecer as suas coordenadas geográficas. Cook nomeou o arquipélago de Ilhas Sanduíche, em homenagem ao Duque de Sandwich, um lorde britânico, nome este que é ainda utilizado em alguns atlas.
Graças à descoberta e à posição geográfica do arquipélago do Havaí, este tornou-se um ponto de escala frequente de navios europeus fazendo longas viagens transpacíficas. Doenças contagiosas, causadas por micróbios transportados pelos marinheiros europeus e com as quais os nativos locais nunca tinham tido contato, mataram dezenas de milhares de nativos polinésios na região ao longo do século XIX.
Antes da chegada dos europeus o arquipélago havaiano estava fragmentado em uma série de tribos governadas por um chefe indígena. Algumas ilhas eram governadas por uma única tribo, enquanto que outras eram ocupadas por tribos diferentes. Tais tribos polinésias batalhavam entre si normalmente depois da morte de um chefe. Em 1782, um líder indígena, Kamehameha, iniciou uma longa guerra, que duraria 13 anos, contra outros chefes da região e outras ilhas. Auxiliado por armas modernas, comercializadas com os navegadores e comerciantes europeus e americanos que utilizavam a ilha como escala em suas viagens, Kamehameha uniu todo o arquipélago, com exceção das ilhas de Kaua‘i e de Ni‘ihau, em 1795. Kamehameha comandou duas invasões contra estas ilhas, em 1796 e em 1803, que fracassaram devido a uma rebelião e a uma epidemia, respectivamente. Enquanto isto, Kamehameha instituiu um sistema de administração política baseada em padrões de governo do Ocidente. Kamehameha instituiu uma monarquia no Havaí, e apropriou-se de todas as terras do arquipélago, cedendo lotes de terra para famílias rurais.
Cerca de quinze anos depois, em 1810, Kaua‘i e Ni‘ihau concordaram em unir-se pacificamente ao Reino de Kamehameha. A dinastia Kamehameha governaria o arquipélago até 1872. Ao longo do século XIX, a economia do Havaí prosperaria, com a venda de madeira de alta qualidade para a China até a década de 1830, com a venda de água potável e suprimentos para navios fazendo viagens no Oceano Pacífico desde a década de 1820, com a venda de cana de açúcar desde 1830, e de abacaxis da década de 1880 em diante.
O filho de Kamehameha, Kamehameha II, tornou-se o monarca do arquipélago havaiano em 1819, após a morte de seu pai. Kamehameha II aboliu a prática da religião havaiana em lugares públicos, embora permitisse esta prática em lugares privados. Em 1820, o governo americano enviou um grupo de missionários e professores brancos protestantes, que eventualmente converteriam a maior parte da população do Havaí para o protestantismo. Criaram também uma forma escrita para o idioma havaiano e fundaram as primeiras escolas no Havaí.
Missionários católicos romanos espanhóis e franceses desembarcariam pela primeira vez em 1827. Porém, os católicos não foram inicialmente bem-recebidos pelos nativos havaianos, que então já eram em sua maioria protestantes. Em 1831, os havaianos forçaram a pequena população católica de descendência europeia a sair do arquipélago, enquanto católicos de origem havaiana foram em sua maioria presos. Cinco anos depois, em 1836, uma fragata francesa bloqueou o porto de Honolulu, e obrigou Kamehameha II a liberar os católicos aprisionados e a permitir a liberdade de expressão religiosa. Um outro filho de Kamehameha, o Rei Kamehameha (Kauikeaouli) III criou a primeira constituição do Havaí em 1840 (ver Constituição Havaiana de 1840), e um sólido governo central composto pelos poderes executivo, legislativo e judiciário. O governo americano reconheceu o Havaí como um país independente. O mesmo monarca criaria também a Constituição Havaiana de 1852, mais liberal que sua anterior.
Desde a década de 1850 em diante, o Havaí começou a receber centenas de imigrantes asiáticos por ano. Inicialmente, os chineses foram os principais imigrantes. A imigração chinesa ao arquipélago data de 1789, embora esta imigração tenha sido mais forte de 1850 até o início do século XX. Posteriormente, na década de 1860, grandes números de polinésios instalaram-se no Havaí. Em meados da década de 1880 até a década de 1930, grandes números de japoneses instalaram-se no Havaí.
A imigração de origem portuguesa, mais concretamente dos Açores e da Madeira, também se fez sentir com muita força. Esta comunidade dedicou-se ao cultivo de cana-de-açúcar, misturando vasto património cultural com os costumes do povo do Havaí. Apesar de já não se falar português no Havaí, muito da culinária das ilhas tem traços portugueses. A existência de diversos nomes de família atesta a origem de muitos emigrantes oriundos de todo o Portugal (e em particular das ilhas). Boa prova disso reside na existência do ukelele, descendente directo do cavaquinho.
Em 1874, Kalākaua tornou-se rei do Havaí. Ele promoveu os costumes e a cultura havaiana entre a população nativa. Porém, a população do Havaí, especialmente agricultores, não gostavam dos laços políticos e econômicos que Kalākaua tinha com o governo e comerciantes americanos. Entre outros atos, Kalākaua permitiu que os americanos construíssem uma base naval em Pearl Harbor. Kalākaua foi obrigado a criar uma nova constituição em 1887, conhecida como "Constituição da Baioneta" (substituindo a Constituição Havaiana de 1864), que limitava seus poderes. Quando Kalākaua morreu, sua irmã, Liliuokalani, tornou-se rainha do Havaí. Lili‘uokalani apoiava a população havaiana em seu descontentamento contra a população de novos estrangeiros ou de descendência europeia (ver Proposta de Constituição Havaiana de 1893). Porém, à época, comerciantes e agricultores americanos já controlavam muito da economia do Havaí. Em 1893, em uma invasão, tropas americanas e grupos militantes liderados por norte-americanos, alemães e britânicos, tomaram o Havaí e depuseram Liliuokalani.

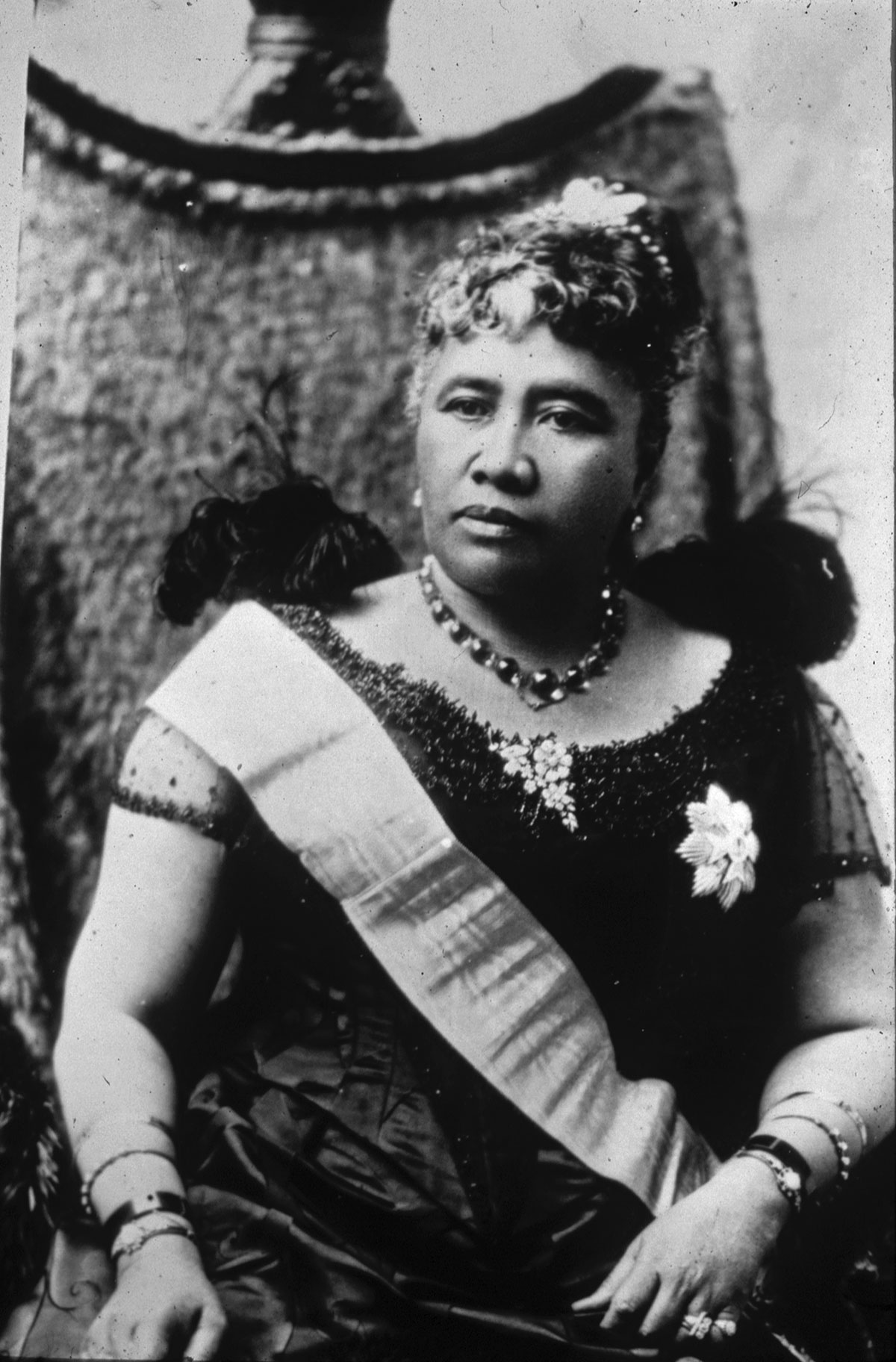
Liliuokalani foi a última rainha do Reino do Havaí, deposta em 1893 por uma invasão armada dos EUA, sob apoio de cristãos protestantes.

A invasão norte-americana causou grande descontentamento entre a população do Havaí, o que fez com que o próprio presidente americano à época, Grover Cleveland, aconselhasse que a rainha tivesse seu trono de volta. Tanto Lili‘uokalani (que recusou perdão publicamente aos líderes desta invasão) quanto os principais líderes desta invasão recusaram. Lili‘uokalani foi a última monarca do arquipélago. Ainda em 1894, uma república foi instituída (ver Constituição Havaiana de 1894), com um americano, Sanford Dole sendo presidente. A república foi abolida em 1898, quando uma parte do Congresso dos EUA criou uma resolução conjunta, que é usada especificamente internamente como um meio para adquirir o Reino do Havaí como seu novo território em agosto de 1898. Em 14 de junho de 1900, o Havaí tornou-se um território dos Estados Unidos.

### 1900–Presente
A localização estratégica do Havaí, no meio do Oceano Pacífico, fez com que o governo norte-americano iniciasse a construção de uma base naval primária no Havaí, através de uma grande expansão das instalações portuárias de Pearl Harbor, durante a Primeira Guerra Mundial. Em 1927, dois tenentes americanos realizaram o primeiro voo entre os Estados Unidos contíguos e o Havaí.
Em 7 de dezembro de 1941, a base naval americana de Pearl Harbor foi atacada por aviões da força aérea japonesa, pois estes já sabiam da intenção dos ianques de entrar na Guerra, para proteger os investimentos na Europa. Este ataque, que destruiu vários navios, aviões e instalações militares, bem como a morte de mais de 2 400 pessoas militares, fez com que os Estados Unidos oficialmente entrassem na Segunda Guerra Mundial ao lado dos Aliados. Lei marcial foi declarada no Havaí. O estado de lei marcial foi revogado somente em 1944. A grande população japonesa do Havaí fez com que muitos cidadãos americanos de origem europeia temessem sabotagem ou espionagem por parte dos americanos de descendência japonesa vivendo no oeste americano, inclusive no Havaí. Porém, ao contrário do que aconteceu no continente (especialmente na Califórnia), americanos de ascendência japonesa não foram obrigados a mudarem-se para campos de concentração.
Desde 1919, a população do Havaí exigiu a elevação do território para a categoria de Estado integrante dos EUA. Várias emendas foram introduzidas no Congresso dos EUA, pedindo pela elevação de estatuto do Havaí à categoria de Estado. Estas emendas foram rejeitadas inicialmente pelo Congresso por causa da grande população de origem asiática do Havaí. Então, os asiáticos eram vistos pelos norte-americanos como "inferiores". A Segunda Guerra Mundial aumentou o medo de muitos americanos de que asiáticos não seriam leais aos Estados Unidos caso este entrasse em guerra — em grande parte, por causa da grande população de ascendência japonesa do Havaí. Porém, muitos dos asiáticos do Havaí (inclusive japoneses) participaram ativamente dos esforços de guerra, e ainda mais ativamente durante a Guerra da Coreia.
Foi somente em 1957 que o Congresso americano aprovou a emenda que autorizava a elevação do Havaí à categoria de Estado. Em 21 de agosto de 1959, o então presidente americano, Dwight D. Eisenhower, assinou a emenda que elevava o Havaí à categoria de Estado. O Havaí tornou-se o 50º e último Estado americano a entrar à União. A população do Havaí cresceria bastante durante as próximas décadas, e o Estado prosperou economicamente. O Havaí tornou-se um grande polo militar e turístico. Atualmente, milhões de turistas, a maioria, de outros estados americanos, visitam o Estado. Vários hotéis e estâncias turísticas foram construídos no Havaí ao longo das últimas décadas.
Desde a década de 1970, parte da população havaiana começou a apoiar um movimento que pede maior autonomia do Havaí em relação ao resto dos Estados Unidos. Este movimento pede por auto-soberania, sem remoção dos laços políticos e econômicos existentes com os Estados Unidos. Em 1993, o então presidente americano, Bill Clinton, aprovou uma resolução, onde o governo americano oficialmente desculpava-se do papel que tiveram durante a revolução de 1893.

## Geografia

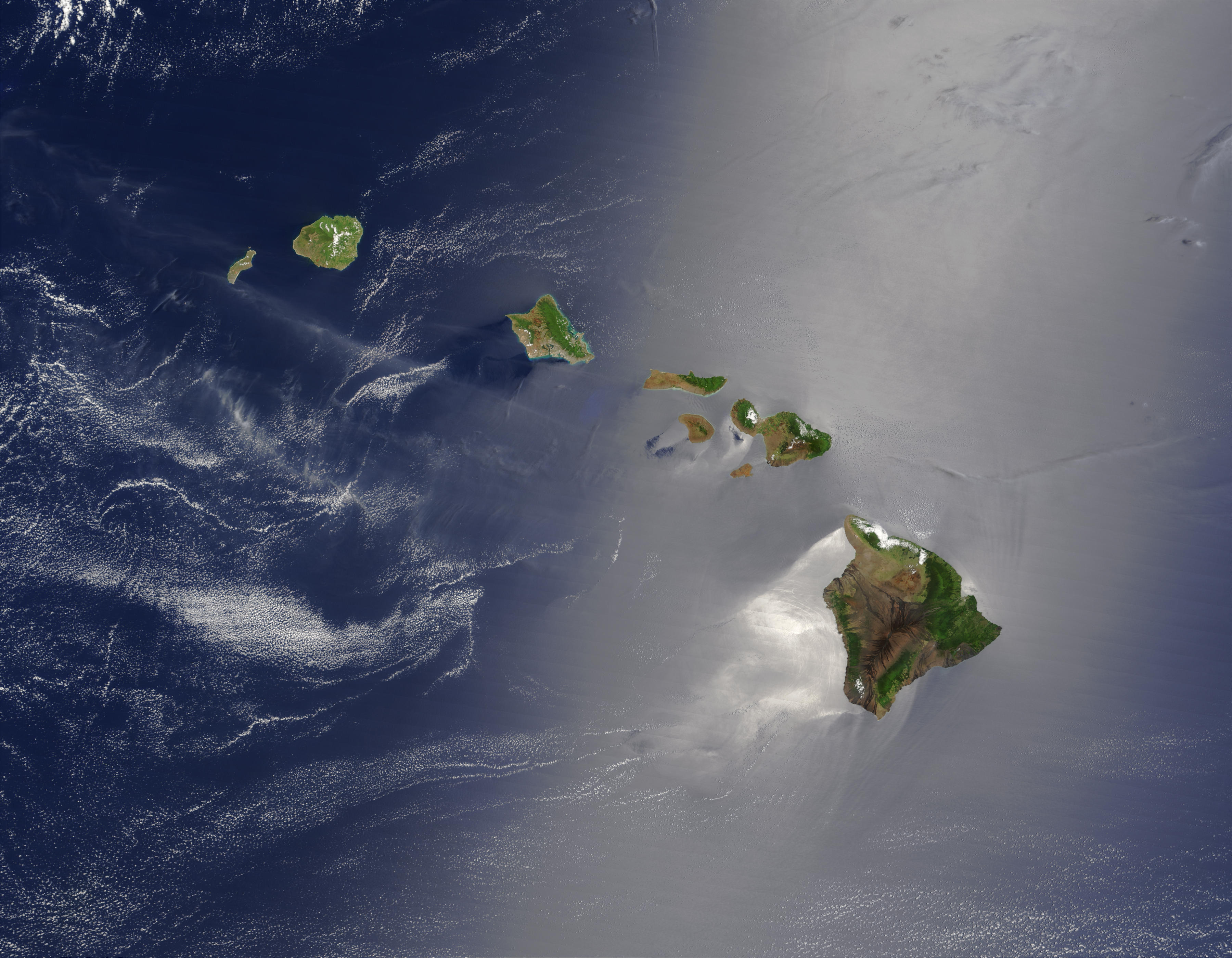
Imagem de satélite das oito grandes ilhas habitadas.

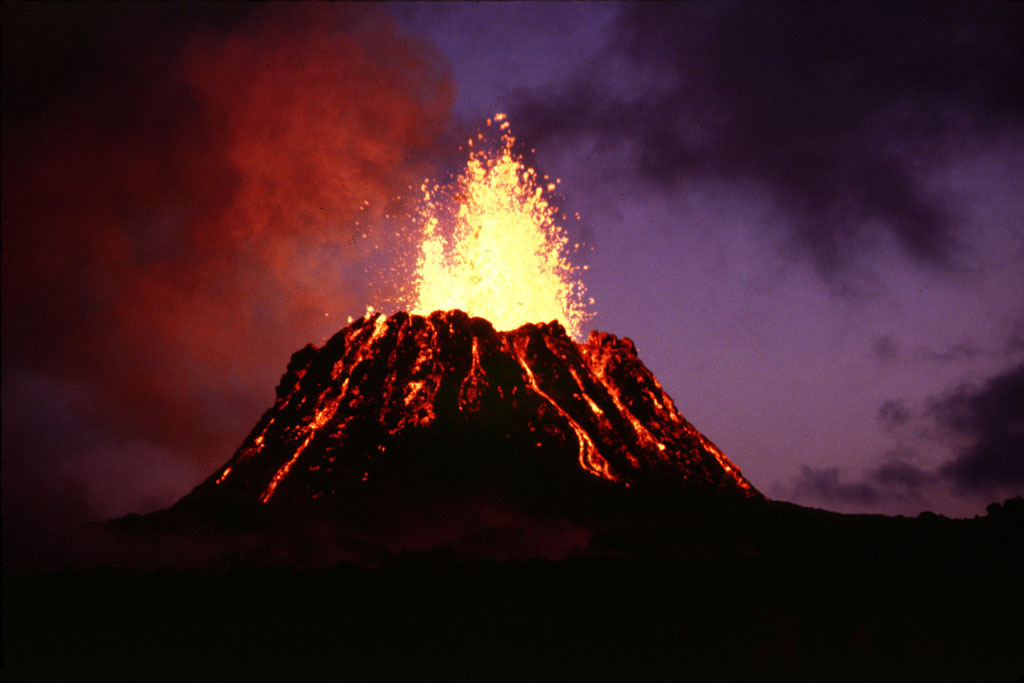
Vista de um vulcão em erupção no Havaí, no Parque Nacional dos Vulcões do Havaí, um Patrimônio Mundial.

O Havaí localiza-se em um arquipélago localizado no Oceano Pacífico. Juntamente com o Alasca, são os únicos estados dos EUA que não possuem divisas, pelo fato de serem os únicos estados que não fazem parte da área continental do país. Com um pouco mais de 28 000 km2, é o oitavo menor estado americano em área do país. O arquipélago possui 132 ilhas que se estendem por 2 450 km. Porém, a maior parte do Estado concentra-se no sudeste do arquipélago, onde estão as oito maiores ilhas do Havaí. Estas são as únicas ilhas habitadas do Estado. O meio da cadeia do Havaí é constituída por ilhas muito pequenas e rochedos, e o extremo noroeste é formado por recifes e cadeias de areia. A cadeia formada pelas oito grandes ilhas possui 1 200 km de comprimento. A altitude média do Havaí é de 925 m, e o ponto mais elevado do Havaí possui 4 206 m de altitude no vulcão Mauna Kea, na Ilha do Havai (a maior delas), que se ergue do fundo do oceano, juntamente com seu vizinho conjunto Mauna Loa (4 169 m), a 5 998 m de profundidade, considerando-se eles no conjunto, a maior montanha do mundo (da base no fundo do oceano ao cume) com 10 203 m no total.
Todas as ilhas do Havaí foram formadas por vulcões, que lentamente emergiram do leito do mar, através do que a geologia chama de ponto quente (hot spot). A teoria mantém que à medida que a placa tectônica do fundo do Oceano Pacífico move-se em direção ao noroeste, o ponto quente mantém sua posição (ou seja, não se move juntamente com a placa tectônica), e vai lentamente criando novos vulcões. Isto explica o fato de que são apenas os vulcões do sudeste do Havaí que continuam ativos. O mais recente vulcão em formação é Lō‘ihi. A cadeia de rochedos e recifes ao centro e ao noroeste da cadeia já foram vulcões ativos, bem como as ilhas que possuíam tamanho comparável às oito grandes de tempos atuais, mas ventos, ondas e correntes do mar lentamente erodiram estas ilhas, fazendo-as diminuir de superfície. O Havaí abriga o Parque Nacional dos Vulcões do Havaí, um Patrimônio Mundial.

### Clima
O Havaí possui um clima tropical, sendo quente o ano inteiro. A temperatura média varia muito pouco de região a região. Regiões ao nível do mar possuem temperaturas médias levemente mais elevadas do que regiões em altas altitudes. Em todo o Estado, as temperaturas médias no verão são de 25°C, e de 22 °C no inverno. A média das máximas é de 27 °C no verão e de 25 °C no inverno, e a média das mínimas é de 21 °C no verão e de 18 °C no inverno. A temperatura mais alta já registrada no Havaí foi de 38 °C, registrada em Pahala, em 27 de abril de 1931. A temperatura mais baixa já registrada no Estado foi de -11 °C, no monte Mauna Kea, em 17 de maio de 1979. Muito raramente, porém, as temperaturas caem abaixo de 0 °C no estado. A taxa de precipitação média anual varia entre mais de 10 m em certas áreas regiões montanhosas do Estado, a apenas 25 cm no litoral.

## Demografia
O censo americano de 2000 estimou a população do Havaí em 1 211 537 habitantes, um crescimento de 9% sobre a população do Estado em 1990, de 1 108 229 habitantes. Uma estimativa realizada em 2005 estima a população do Estado em 1 275 194 habitantes, um crescimento de 15% em relação à população do Estado em 1990, de 5,3%, em relação à população do Estado em 2000, e de 1% em relação à população estimada em 2004.
O crescimento populacional natural do Havaí entre 2000 e 2005 foi de 48 111 habitantes — 96 028 nascimentos menos 47 917 óbitos — o crescimento populacional causado pela imigração foi de 75 991 habitantes, enquanto a migração interestadual resultou na perda de 13 112 habitantes. Entre 2000 e 2005, a população do Havaí cresceu em 63 657 habitantes, e entre 2004 e 2005, em 13 070 habitantes.
De facto, o Havaí possui mais de 1,35 milhão de habitantes, por causa da massiva presença de militares (1,3% da população do Havaí) e muitos moradores não permanentes do Estado, e, portanto, são oficialmente habitantes de outros Estados americanos, segundo o censo americano e turistas.
Cerca de 91% da população do Havaí vive em áreas urbanas, e apenas 9%, em comunidades rurais. Mais de 72% da população do Estado em Honolulu, capital e maior cidade do Estado. A cidade (e condado) de Honolulu tem cerca de 877 000 habitantes, cerca de 23% da população do Estado. O que é conhecido como a cidade de Honolulu (de fato, um distrito de recenseamento, sem qualquer poder político-administrativo) possui cerca de 370 000 habitantes.

### Etnias
Composição étnica da população do Havaí:
- 38,6% Asiáticos
  - 14,6% Filipinos
  - 13,6% Nipo-americanos
  - 4,0% Chineses
  - 1,8% Coreanos
  - 4,6% Outros asiáticos
- 24,2% Brancos
- 8,2% Nativos
  - 6,6% Nativos havaianos
  - 1,3% Nativos de outras ilhas da Polinésia
  - 0,3% Nativos americanos
- 8,8% Hispânicos
- 1,6% Afro-americanos
- 1,2% Outras etnias
- 23,6% Duas ou mais etnias

O Havaí possui a maior percentagem de asiáticos (38,6%) e a maior população multirracial (23,6%) dos Estados Unidos, bem como a menor porcentagem de brancos (24,2%) do país. Povos nativos formam 8,2% da população do Havaí. Cerca de 23% da população são de raça mista e 4,9% são mestiços euroasiáticos. Aproximadamente 82% dos residentes do Havaí nasceram nos Estados Unidos e cerca de 75% dos residentes estrangeiros são oriundos das Filipinas e Japão.
Os maiores grupos étnicos do Havaí são: filipinos (14,6%), Nipo-americanos (13,6%), Hispânicos (8,8%), Nativos (8,2%), Alemães (7.4%) e Luso-americanos (4,3%).
O segundo grupo de estrangeiros a desembarcar no litoral do Havaí, após os europeus, foram os chineses. Trabalhadores de origem chinesa, trabalhando em navios comerciais ocidentais, instalaram-se no arquipélago havaiano. Os primeiros chineses instalaram-se no Havaí por volta de 1789. Os primeiros japoneses instalaram-se no Havaí em 9 de fevereiro de 1885. Atualmente, o Havaí possui a maior percentagem de asiáticos do país, em relação à população total do Estado. O Havaí, tal como o Novo México, é um dos dois estados norte-americanos que não possui população caucasiana maioritária.

### Religião
Religião no Havai (2014)
O Cristianismo é a religião mais difundida no Havaí, principalmente representada por vários protestantes, católicos romanos e mórmons. A segunda religião mais popular é o budismo, especialmente entre a comunidade japonesa do arquipélago. Os não afiliados representam um quinto da população.
Em 2014, uma pesquisa da Pew Research Center revelou que 63% dos residentes se identificavam como Cristãos (38% como Protestantes, 20% como Católicos, 3% como Mormons, 1 Testemunha de Jeová, 1% Outros cristãos), 26% Sem Religião, 10% Outras religiões (2% Budismo, 2% Outras), e 1% se recusaram a responder.
As maiores denominações em número de aderentes foram a Igreja Católica Romana com 249 619 aderentes em 2010, a Igreja de Jesus Cristo dos Santos dos Últimos Dias com 68 128 aderentes em 2009, a Igreja Unida de Cristo com 115 congregações e 20 000 membros, e a Convenção Batista do Sul com 108 congregações e 18 000 membros. Todas as igrejas não denominacionais têm 128 congregações e 32 000 membros.

## Política

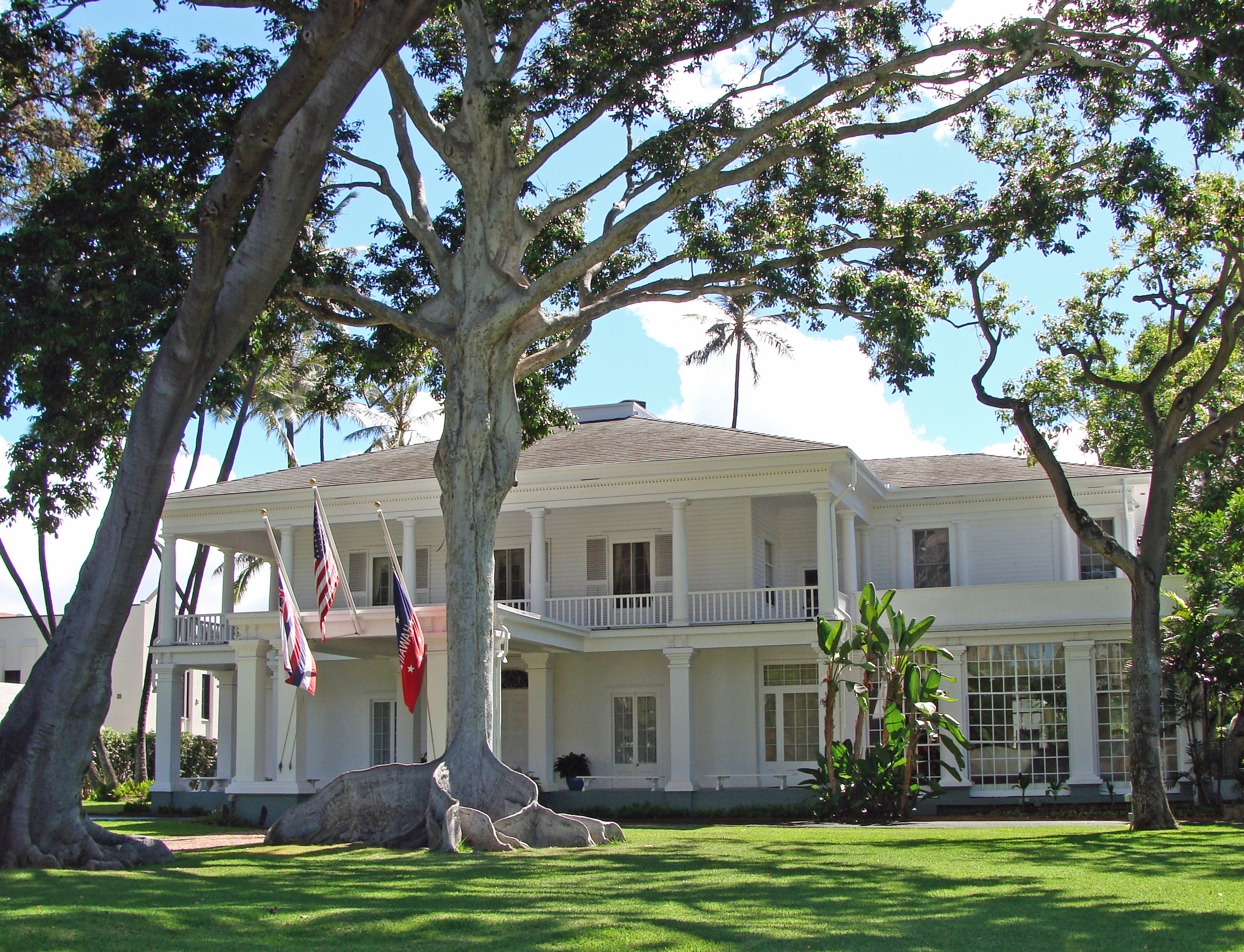
Washington Place, residência do governador do Havaí.

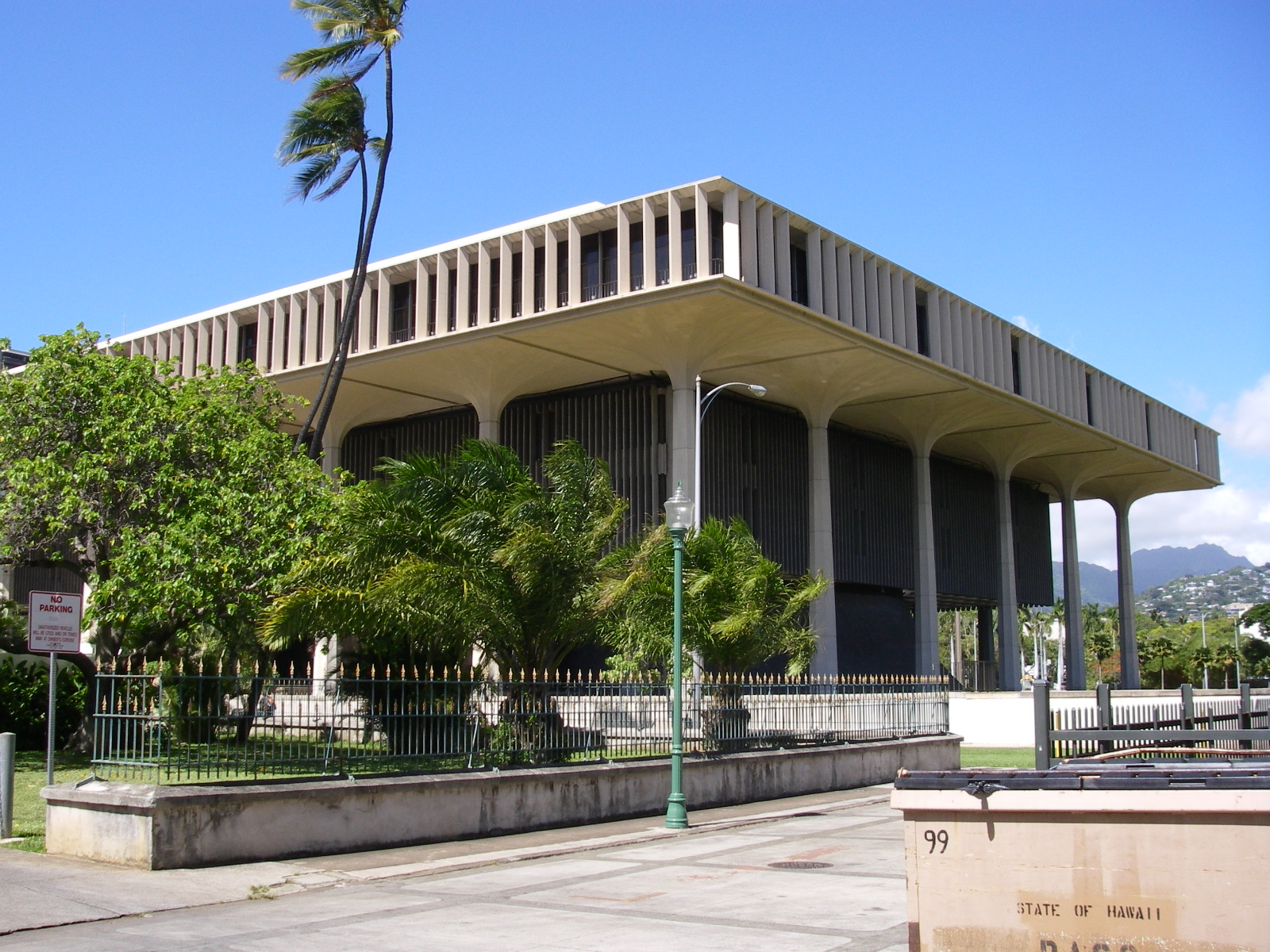
Capitólio Estadual do Havaí, sede da Assembleia Legislativa do Havaí e do Senado Estadual do Havaí.

A atual Constituição do Havaí foi adotada em 1959. Emendas à Constituição estadual podem ser propostas pelo Poder Legislativo, e para serem aprovadas precisam de ao menos 67% dos votos de ambas as câmaras do Legislativo, quando a votação é realizada em uma sessão parlamentar, ou, quando é realizada em duas sessões parlamentares, de ao menos 51% dos votos em cada votação. Então, a emenda a ser aprovada precisa ser aprovada em um referendo pela população eleitoral do estado.
O principal oficial do poder executivo no Havaí é o governador. Este é eleito pelos eleitores do Estado para mandatos de até quatro anos de duração, e pode ser reeleita quantas vezes quiser. O tenente-governador também é eleito pela população, para mandados de até quatro anos de duração. O governador é encarregado de escolher outros oficiais, como juízes, o Secretário de Estado e o tesoureiro, mas as pessoas escolhidas precisam ser aprovadas pelo Poder Legislativo do Havaí.
O Poder Legislativo do Havaí é constituído pelo Senado e pela Câmara dos Representantes. O Senado possui um total de 25 membros, enquanto a Câmara dos Representantes possui um total de 51 membros. O Havaí está dividido em 25 distritos senatoriais e em 51 distritos representativos. Os eleitores de cada distrito elegem um senador/representante, que irão representar tal distrito no Senado/Câmara dos Representantes. O mandato dos senadores é de quatro anos e o dos representantes, de dois anos, podendo ambos ser reeleitos sem limite de mandatos.
A corte mais alta do Poder Judiciário do Havaí é a Suprema Corte do Havaí, seguida por outras sete cortes de menor porte, de caráter regional. Todos os juízes são escolhidos pelo governador, e sujeitos à aprovação do Senado e pela Câmara dos Representantes, para mandatos de até dez anos de duração.
O Havaí está dividido em quatro diferentes condados. Oficialmente, o Estado possui apenas uma cidade primária (city), Honolulu, que também é ao mesmo tempo um dos quatro condados do Havaí. O Estado possui algumas cidades secundárias (towns). Porém, todas as áreas urbanas do Estado são administradas diretamente pelos condados. Todos os serviços governamentais que em outras cidades dos Estados Unidos seriam de responsabilidade da cidade em si são fornecidas pelos condados. Apenas Honolulu possui uma prefeitura, bem como é a única área urbana governada por um prefeito e um conselho municipal. Outros condados do Havaí são Havaí, Kalawao, Kauai e Maui.
Cerca de 55% da receita do orçamento do governo do Havaí é gerada por impostos estaduais. O resto vem de verbas recebidas do governo federal e de empréstimos. Em 2002, o governo do Estado gastou 7 446 milhões de dólares, tendo gerado 5 869 milhões de dólares. A dívida governamental do Havaí é de 5 656 milhões de dólares. A dívida per capita é de 4 558 dólares, o valor dos impostos estaduais per capita é de 2 756 dólares, e o valor dos gastos governamentais per capita é de seis mil dólares.
O Partido Republicano era o partido político dominante em eleições realizadas no então Território do Havaí até a década de 1950. Quando o Havaí se tornou um Estado, tanto o cargo do primeiro governador, William F. Quinn como o controle de ambas as câmaras legislativas foram obtidos pelos republicanos. Porém, desde a segunda eleição estadual realizada no Havaí, e até 2002, o Partido Democrata passou a dominar completamente a política do Estado, sendo que durante este período ambas as câmaras legislativas foram controladas pelos democratas, e todos os governadores eleitos durante este período foram candidatos democratas. O mesmo acontece a nível nacional, onde os representantes do Havaí no Congresso americano e os votos do colégio eleitoral do Estado tendem a favorecer democratas. Em 2002, a republicana Linda Lingle tornou-se a primeira mulher a governar o Estado.

## Economia

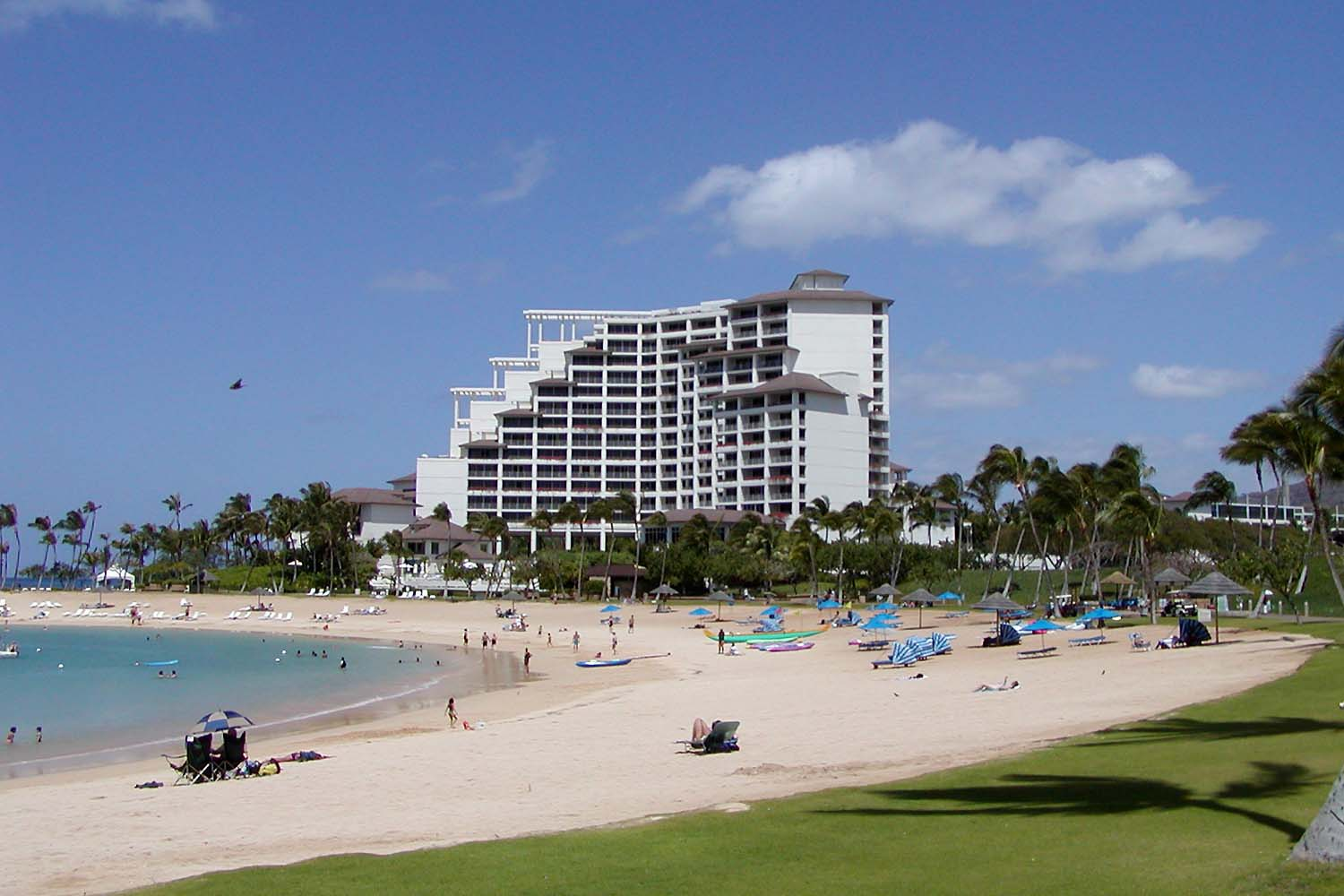
Uma estância turística no Havaí. Milhões de turistas visitam o estado todo ano

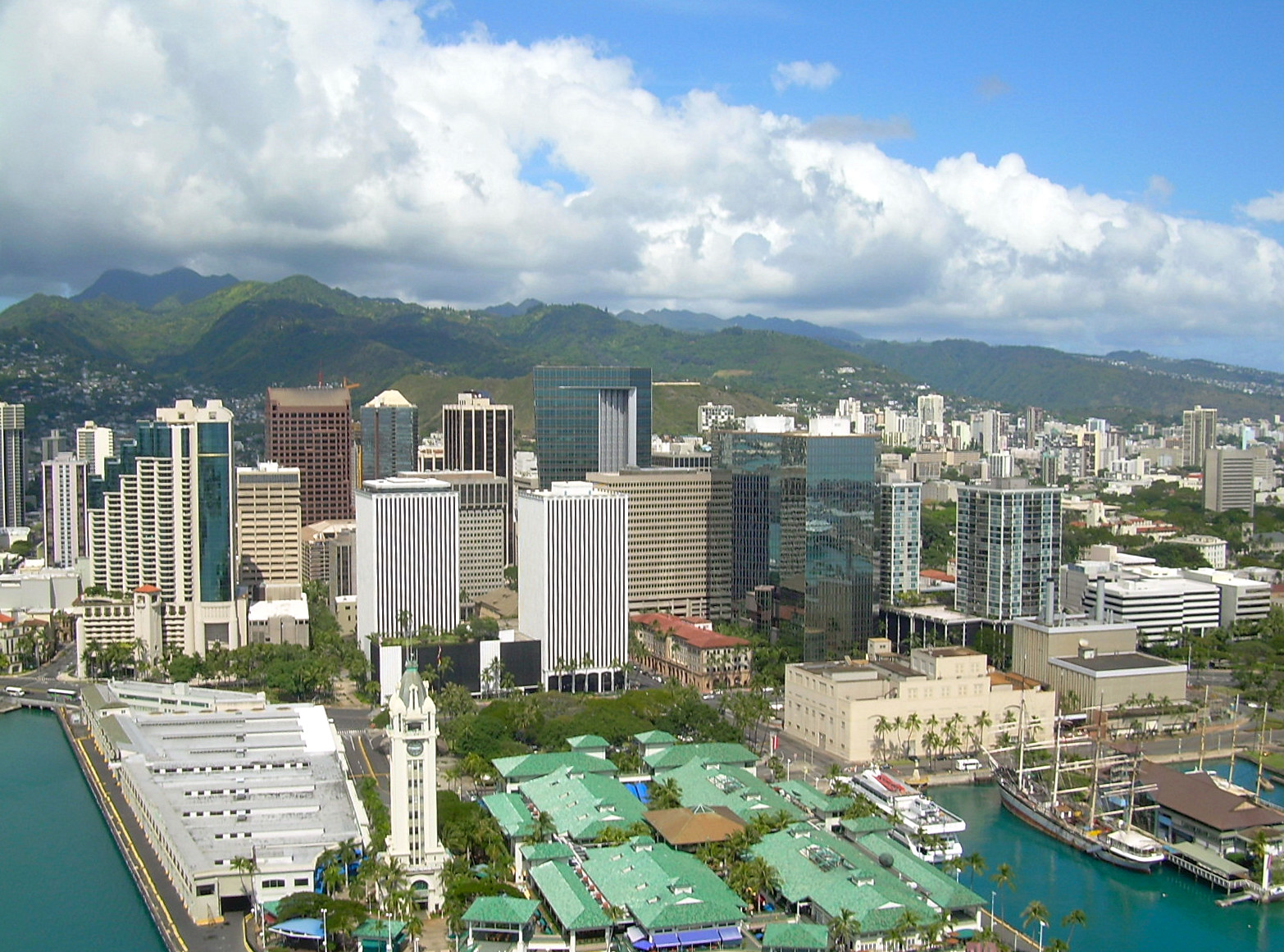
Centro financeiro de Honolulu.

Em 2003, o produto interno bruto do Havaí foi de 41 bilhões de dólares. A renda per capita do Estado, por sua vez, foi de 29 164 dólares, o vigésimo nono maior do país. O Havaí possui a menor taxa de desemprego dos Estados Unidos, de apenas 3,3%.
O setor primário responde por 1% do PIB do Havaí. A indústria agropecuária responde por 0,8% do PIB do Estado, e emprega aproximadamente 21 000 pessoas. Abacaxis e cana de açúcar são os principais produtos produzidos pela agricultura do Havaí. O Estado possui 5 500 fazendas. A pesca e a silvicultura respondem juntas por 0,2% do PIB do Estado, e empregam aproximadamente 2 000 pessoas. O valor anual da pesca coletada no Estado é de cerca de 52 milhões de dólares.
O setor secundário responde por 7% do PIB do Havaí. A indústria de construção responde por 4% do PIB do Estado e emprega aproximadamente 32 000 pessoas. A indústria de manufatura e a mineração respondem juntas por 3% do PIB do Estado, empregando aproximadamente 22 000 pessoas. O valor total dos produtos fabricados no Estado é de 1,5 bilhão de dólares. Os principais produtos industrializados fabricados no Estado são alimentos industrialmente processados, material impresso e roupas.
O setor terciário é responsável pela maior parte do PIB do Havaí — 92% do total. Serviços comunitários e pessoais respondem por aproximadamente 23% do PIB do Estado, empregando mais de 249 000 pessoas. Serviços financeiros e imobiliários respondem por cerca de 23% do PIB do Estado, empregando aproximadamente 63 000 pessoas. Serviços governamentais respondem por 21% do PIB do Havaí, empregando aproximadamente 168 000 pessoas. O comércio por atacado e varejo responde por 15% do PIB do Estado, e emprega aproximadamente 170 000 pessoas. As vendas do comércio em geral são auxiliadas pelo turismo. O turismo é a principal fonte de renda do Havaí. Todo ano, milhões de turistas visitam o Estado, atraídos pelas suas praias, a cultura da população local, seu clima ameno e outros fatores. A maioria dos turistas são americanos, porém, uma quantidade expressiva de turistas estrangeiros visita o Estado, especialmente japoneses. No verão, milhares de pessoas instalam-se por alguns meses no Havaí, atraídos pelo seu clima ameno e pelas suas belezas naturais. Transportes, telecomunicações e utilidades públicas empregam 48 000 pessoas, e respondem por 10% do PIB do Havaí. A maior parte da eletricidade gerada e consumida no Estado é produzida em usinas termelétricas a petróleo. Uma pequena percentagem é gerada em usinas hidrelétricas e em usinas termelétricas a etanol.

## Infraestrutura

### Educação
As primeiras escolas do Havaí foram fundadas por missionários ao longo da década de 1820. O Rei Kamehameha III implementou um sistema de escolas públicas para os habitantes do Havaí durante a década de 1840.
Atualmente, regras e padrões são ditados pelo Conselho de Educação do Havaí. Este conselho é formado por 14 membros, 13 deles eleitos pela população para mandatos de quatro anos de duração, bem como um estudante do sistema escolar público. Modificações e novas regras podem ser criadas por todos os membros, porém, precisam ser aprovadas por ao menos dez membros. O estudante não possui o direito de voto.
Todas as escolas do Estado são diretamente administradas pelo Conselho de Educação do Havaí, e não existem distritos escolares, fazendo do Havaí um dos poucos Estados onde todas as escolas são administradas pelo órgão máximo de educação do Estado, e o único cujo sistema escolar não está dividido em distritos escolares administrados por municípios ou condados. O Havaí permite a operação de escolas charter — escolas públicas independentes, que não são administradas por distritos escolares, mas que dependem de verbas públicas para operarem. Atendimento escolar é compulsório para todas as crianças e adolescentes com mais de seis anos de idade, até a conclusão do segundo grau ou até os dezessete anos de idade.
Em 1999, as escolas públicas do Estado atenderam cerca de 185 900 estudantes, empregando aproximadamente 10 900 professores. Escolas privadas atenderam cerca de 33 200 estudantes, empregando aproximadamente 2 500 professores. O sistema de escolas públicas do Estado consumiu cerca de 1,144 bilhões de dólares, e o gasto das escolas públicas por estudante foi de aproximadamente 6 600 dólares. Cerca de 88,5% dos habitantes do Estado com mais de 25 anos de idade possuem um diploma de segundo grau.
Cerca de 18% dos estudantes do Havaí estudam em escolas privadas; algumas destas instituições de educação são controladas por organização sem fins lucrativos, e privilegiam alunos descendentes de nativos polinésios. A maior escola privada dos Estados Unidos, a Escola Kamehameha, causou grande escândalo em tempos recentes. Apenas dois não-polinésios foram aceitos nesta instituição privada nos últimos 40 anos. A primeira biblioteca pública do estado foi fundada em 1913. O Havaí também é o único a controlar diretamente todas as bibliotecas públicas localizadas no Estado.
A primeira instituição de educação superior do Havaí foi a Universidade do Havaí, fundada em 1907, em Honolulu. Atualmente, o Estado possui 20 instituições de educação superior, dos quais dez são públicas e dez são privadas. O Sistema de Universidades do Havaí, que administra um total de dez universidades diferentes, entre elas, a Universidade do Havaí, a maior instituição de educação superior do Estado. O Havaí possui um único sistema de bibliotecas públicas, que atendem todo o Estado, e movimentam anualmente uma média de 5,6 livros por habitante.

### Transportes e telecomunicações
O Havaí é o único Estado americano totalmente isolado do resto dos Estados Unidos (o Alasca está conectado com os 48 estados americanos contíguos através de rodovias que cruzam território canadense). Além disso, a população do Estado vive em oito ilhas do arquipélago. Nenhuma destas ilhas está conectada com outras ilhas locais através de pontes ou túneis. Cada uma destas oito grandes ilhas possui seu próprio sistema rodoviário (administrado pelo Estado), mas pessoas querendo locomover-se em direção a outras regiões do estado precisam fazer uso de balsas ou de aviões.
Já o modo mais usado de transporte de passageiros entre o Havaí e o resto do país é através de aviões. A Hawaiian Airlines é a maior linha aérea da região, e o Aeroporto Internacional de Honolulu é o principal centro aeroportuário do Estado. Já carga é movimentada primariamente através de navios. O Porto de Honolulu é o principal do estado. O Havaí não possui nenhuma ferrovia movimentada. Atualmente, apenas uma ferrovia está em operação no Havaí, uma ferrovia de cunho turístico, na ilha de Maui, a Lahaina-Kaanapali and Pacific Railroad. Em 2003, o Estado possuía 6 935 km de vias públicas, dos quais 89 km eram rodovias interestaduais, considerados parte do sistema federal rodoviário dos Estados Unidos.
O primeiro jornal do Havaí, o Sandwich Island Gazette and Journal of Commerce, foi publicado pela primeira vez em Honolulu, em 1836. Atualmente, são publicados no Havaí cerca de 25 jornais. Deles, seis são diários. Alguns dos jornais de circulação semanal são publicados em havaiano, japonês, chinês ou em coreano. A primeira estação de rádio do Havaí foi inaugurado em 1922, e a primeira estação de televisão, em 1952. O Havaí atualmente possui cerca de 50 estações de rádio e dez estações de televisão.

## Cultura

### Símbolos do estado
- Árvore: Aleurites moluccana
- Cognomes:
  - Aloha State
  - Pineapple State (não oficial)
  - Rainbow State (não oficial)
- Flor: Hibiscus havaiano
- Lema: Ua Mau ke Ea o ka ‘Āina i ka Pono (do havaiano A vida na terra é perpetuada através da justiça)
- Mamífero: Baleia jubarte
- Música: Hawai‘i pono‘i
- Pássaro: Branta sandvicensis
- Peixe: Rhinecanthus rectangulus
- Pedra preciosa: Coral

### A dança Havaiana
A dança mais tradicional do Havaí é a Hula, um dos aspectos culturais mais conhecidos no mundo. Hoje em dia, existem duas diferentes formas de se dançar a Hula: A Hula Kahiko, dançada de maneira tradicional, utilizando-se os trajes típicos e acompanhada pelo canto e por instrumentos tradicionais da cultura Havaiana e os trajes típicos, como a pa'u, saia utilizada por homens e mulheres e leis, um adorno de cabeça e pescoço feito a base de flores e ervas. A Hula A'uana, é uma versão mais moderna da dança e normalmente é acompanhada por música de violão e ukelelê e os dançarinos utilizam roupas feitas de saias de ráfia e tops de coco ou mesmo simples saias e blusas. A Hula é considerada uma dança sagrada e cada movimento tem um significado que reflete a cultura daquele povo.

## Esportes

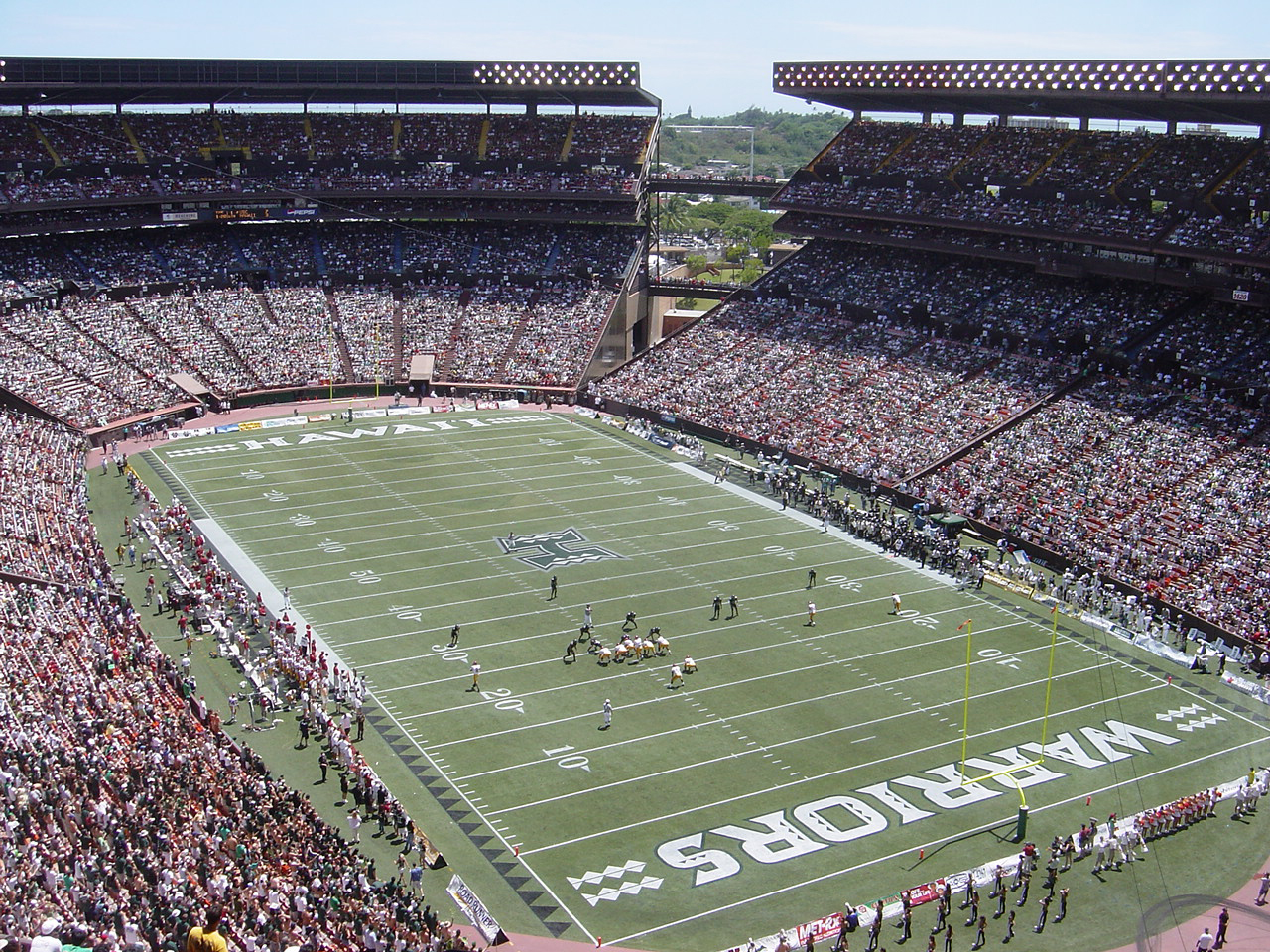
Aloha Stadium em Halawa.

O surfe é uma parte central da cultura da polinésia há séculos. Desde o final do século XIX, o Havaí se tornou um importante local para surfistas de todo o mundo. Competições notáveis incluem a Tríplice Coroa Havaiana e a The Eddie.
A única equipe universitária da NCAA Divisão I no Havaí é o Hawaii Rainbow Warriors e Rainbow Wahine, que competem na Big West Conference (grandes esportes), Mountain West Conference (futebol americano) e Mountain Pacific Sports Federation (esportes menores). Existem três equipes na NCAA Divisão II: Chaminade Silverswords, Hawaii Pacific Sharks e Hawaii-Hilo Vulcans, que competem na Conferência do Pacífico Oeste.
Os eventos esportivos universitários notáveis no Havaí incluem o Maui Invitational Tournament, Diamond Head Classic (basquetebol) e Hawaii Bowl (futebol americano).
Equipes profissionais notáveis incluem The Hawaiians de futebol americano, que jogou na World Football League em 1974 e 1975, o Hawaii Islanders, um time de liga menor de beisebol categoria Triple A que jogou na Pacific Coast League de 1961 a 1987; e Team Hawaii, um time de futebol da North American Soccer League que jogou em 1977.
O Havaí recebe o torneio de golfe Sony Open in Hawaii desde 1965, o torneio Tournament of Champions desde 1999, o torneio Lotte Championshipdesde 2012, a Maratona de Honolulu desde 1973, a corrida de triatlo do Ironman World Championship desde 1978, o Ultraman desde 1983, o Pro Bowl da NFL de 1980 a 2016, o Campeonato Mundial de Natação em Água Aberta da FINA de 2000 e o Campeonato Pan-Pacífico de 2008 e os torneios de futebol Hawaiian Islands Invitationals de 2012.